# Син, Александр Ченсанович
Алекса́ндр Ченса́нович Син (укр. Олександр Ченсанович Сін, 12 апреля 1961) — городской голова города Запорожья в 2010—2015 годах, заместитель председателя Запорожской областной государственной администрации в 1999—2006 гг.

## Биография
Родился 12 апреля 1961 года в городе Орджоникидзе (ныне Покров) Днепропетровской области.
Окончил Киевскую специализированную физико-математическую школу-интернат при Киевском государственном университете, в 1978 году поступил и в 1983 году окончил физический факультет этого же ВУЗа. Заочно получил ещё два высших образования: в 2001 г. в Запорожской государственной инженерной академии по специальности «финансы» и в 2005 г. в Национальной академии госуправления при Президенте Украины по специальности «магистр госуправления».
С августа 1983 по сентябрь 1994 года работал в производственном объединении «Гамма» (Запорожье) на должностях инженера-технолога конструкторского бюро (1983—1989), инженера-программиста, заместителя начальника цеха по производству (1989—1990), начальника планово-экономического отдела (1990—1991), отдела финансов и планирования (1991—1993), заместителем генерального директора по экономическим вопросам (1993—1994).
С сентября 1994 по сентябрь 1999 года — заместитель председателя Запорожского горсовета по вопросам исполнительных органов совета (до апреля 1997), заместитель председателя горсовета по вопросам исполнительных органов совета — начальника главного экономического управления горисполкома (апрель-октябрь 1997), заместитель городского головы по вопросам деятельности исполнительных органов совета — начальника главного экономического управления горсовета.
С сентября 1999 по февраль 2006 года работал заместителем, с февраля по июль 2006 года — первым заместителем главы Запорожской областной государственной администрации. Курировал сферы экономики, бюджета, жилищно-коммунального хозяйства, строительства, предпринимательства.
С июля 2006 по июнь 2007 года — начальник контрольно-ревизионного управления в Запорожской области (в годы губернаторства Юрия Артеменко).
С июня 2007 по сентябрь 2008 года — заместитель генерального директора по юридическим вопросам и корпоративным рискам ОП «Запорожская атомная станция» НАЭК «Энергоатом».
С сентября 2008 по апрель 2010 года — вновь в должности заместителя председателя Запорожской областной государственной администрации (в годы губернаторства Александра Старуха).
С апреля по ноябрь 2010 года — советник председателя правления закрытого акционерного общества «Запорожский автомобилестроительный завод». С апреля 2010 года возглавил Запорожскую городскую организацию партии ВО Батьківщина.

## Городской голова
По результатам выборов 31 октября 2010 г. Александр Син был избран главой города, опередив соперника от Партии регионов Владимира Кальцева. Явка на выборах составила лишь 37,78 %. В качестве одной из причин победы Сина называется конфликт внутри Партии регионов в Запорожье, в качестве другой — протестный электорат, голосовавший не столько за Сина, сколько против Кальцева. Поскольку большинство в городском совете набрала Партия регионов (61 депутат из 90), а городским головой стал представитель оппозиционной ВО «Батьківщина», то конструктивного диалога между ветвями власти не ожидалось. Так, новоизбранными депутатами горсовета от Партии регионов был максимально затянут процесс инаугурации (Син вступил в должность последним из городских голов). В начале декабря Александр Син покинул ряды партии «Батькивщина» поскольку «посчитал правильным на посту городского головы представлять всю громаду, а не работать в интересах её части», и 17 декабря на первой сессии горсовета состоялась инаугурация Сина, а на пост секретаря горсовета он предложил кандидатуру основного соперника Владимира Кальцева, которую поддержало большинство депутатов. В марте 2012 года Александр Син вступил в ряды Партии регионов.
В октябре 2011 года Александр Син уволил трёх глав районных администраций: Юрия Пелыха — главу Коммунарского района, Константина Вайтаника — главу Жовтневого района и Зою Лимарчук — главу Орджоникидзевского района.
Своими основными достижениями в 2011 году Александр Син назвал передачу строительства мостов на государственный уровень, избежание сокращения работников образования, отсутствие конфликтов во власти на региональном уровне.
10 декабря 2014 года представители Радикальной Партии во главе с Олегом Ляшко потребовали от Сина уйти в отставку, но для отставки мэра не хватило кворума горсовета.
В феврале 2015 года стал фигурантом уголовного дела, связанного с нарушением порядка заключения контрактов с главврачами.
Участвовал в выборах городского головы Запорожья в октябре 2015 года в качестве самовыдвиженца. Занял четвёртое место набрав 24 тыс. 382 голоса.
Период Александра Сина городским головой в основном характеризуется разочарованием в нём жителей города и запомнился запорожцам сращиванием местной власти с криминальными авторитетами (Анисимовым), появлении «смотрящих» и беспорядке на коммунальных предприятиях; отправкой «титушек» на антимайдан в Киев; переходом из БЮТ в ПР.

## Личная жизнь
Отец Александра Сина — Чен-Сан (1923—2003), мать — Александра (1926). Был женат на учительнице Валентине Анатольевне (1963). После этого был женат на Лилие Синявиной, имеет дочь Амалию (2007). В семье также воспитывался сын Лилии — Глеб (1999). В 2014 г. подтвердил свои отношения с 19-летней студенткой.
Любит путешествия и кино. Поддерживает отношения с представителями корейской диаспоры. С 1995 г. Александр Син курировал женскую волейбольную команду «Орбита-Университет» и возглавлял федерацию волейбола Запорожской области.